# Dernau

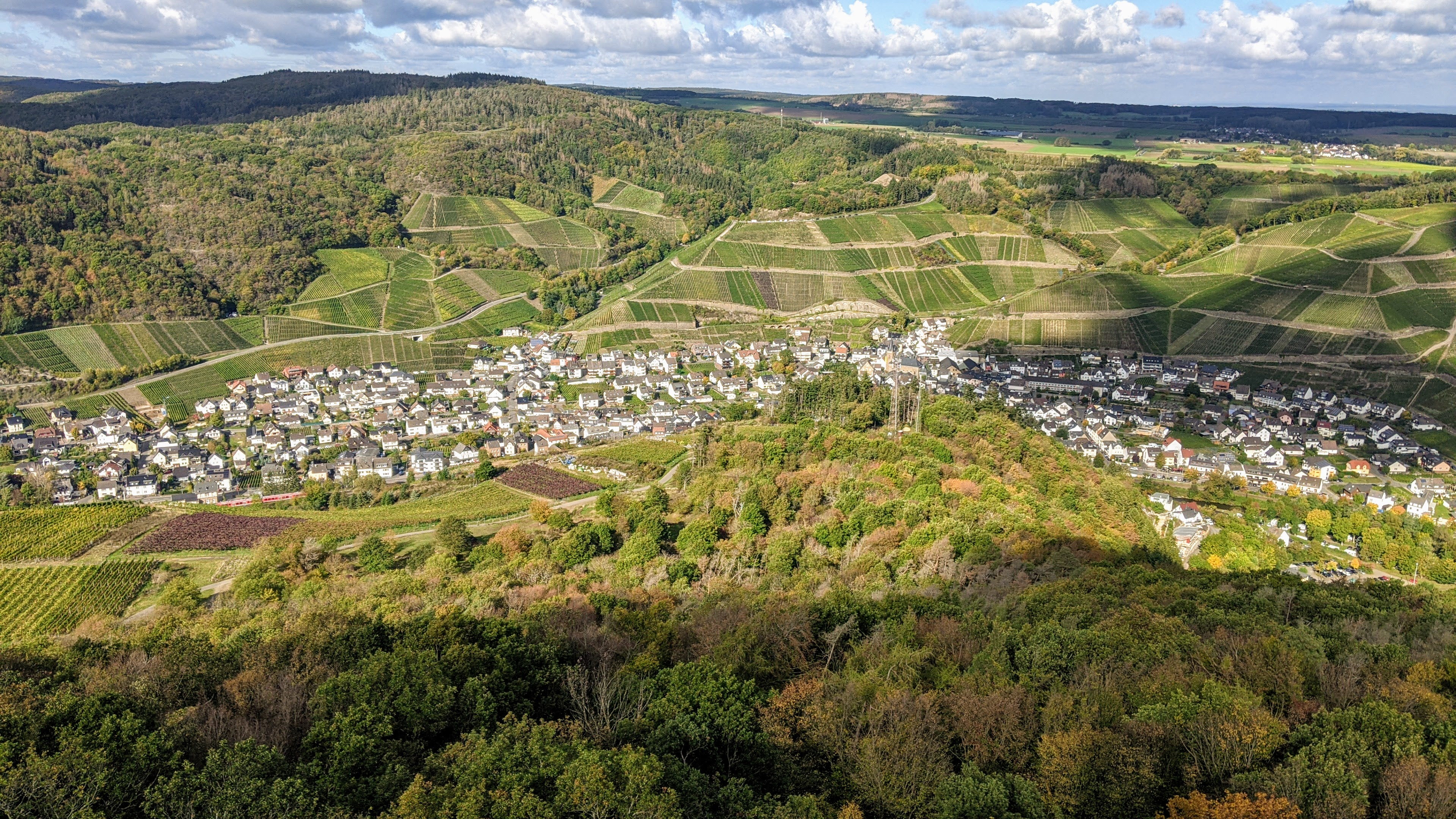
Dernau vom Krausberg, Oktober 2020

Dernau an der Ahr ist eine Ortsgemeinde im Landkreis Ahrweiler im Norden von Rheinland-Pfalz. Dernau gehört der Verbandsgemeinde Altenahr an und ist deren zweitgrößte Ortsgemeinde.

## Geographie

### Geographische Lage
Dernau liegt im Ahrtal am Rand des Ahrgebirges auf circa 125 m ü. NHN, etwa 30 Kilometer südlich von Bonn und 50 Kilometer nördlich von Koblenz. Die höchste Erhebung innerhalb der Gemeinde ist mit 355,4 m ü. NHN der Krausberg.

### Nachbargemeinden
Dernau grenzt im Uhrzeigersinn an folgende Gemeinden, Ortsgemeinden und Städte, beginnend im Norden:
Grafschaft, Bad Neuenahr-Ahrweiler, Rech und Mayschoß.

### Gemeindegliederung
Zu Dernau gehört der östlich des Hauptortes gelegene Weiler Marienthal. Dernau hat zwar keine offiziellen Ortsteile, dafür jedoch fünf sogenannte „Rotten“, die Ende des 19. Jahrhunderts entstanden und deren Hoheitsgebiete bis auf einzelne Häuser genau festgelegt sind. Obwohl ein freundschaftliches Verhältnis zwischen den Rotten besteht, ist jedoch stets ein gewisser Lokalpatriotismus mit im Spiel, so bei den Dorfturnieren wie z. B. dem Eselscup (Fußball). Die fünf Rotten heißen „Baache“, „Haardte“, „Kiere“, „Ortesse“ und „Patt Nöcke“.

## Geschichte

### Römerzeit

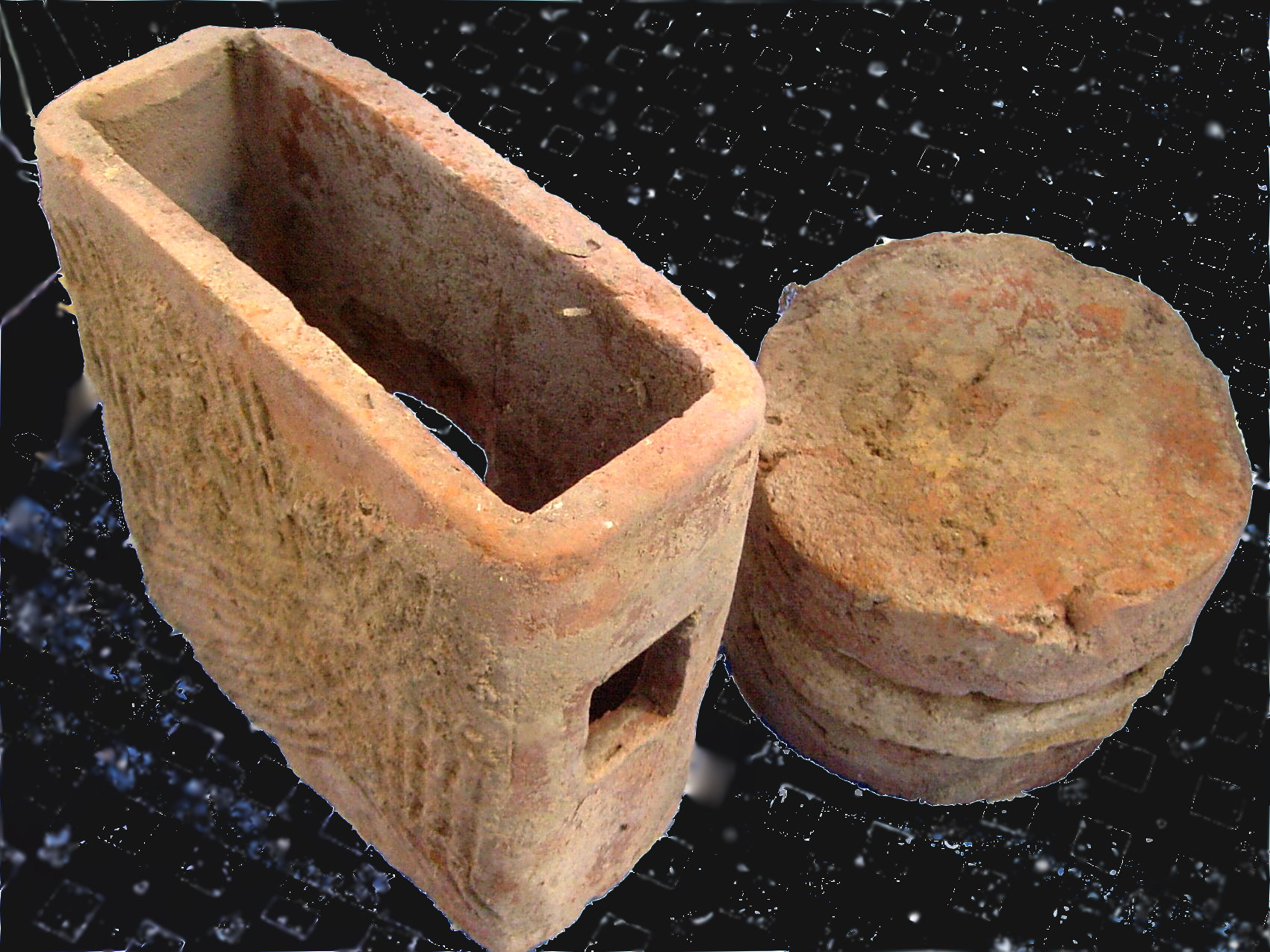
Bauteile einer römischen Hypokaustenanlage

Bereits die Römer ließen sich im Ahrtal mit dem milden Klima nieder und die Besiedlung nahm fortan zu. So ist am Fuße der nach Süden zeigenden Rebhänge – etwa vom Friedhof bis zum Oberdorf – eine römische Brand- und Scherbenschicht vorhanden. Der Hauptsiedlungsbereich lag jedoch unweit des ehemaligen Winzervereins. Beim Bau der Keller des Dernauer Winzervereins im Jahre 1884 sowie bei verschiedenen anderen Gelegenheiten wurden Teile einer römischen Hofanlage (villa rustica) mit Warmwasseranlagen, Mosaiken, Badeanlage und einem Gräberfeld freigelegt. Es wurden Münzen aus dem 3. und 4. nachchristlichen Jahrhundert gefunden.
Nach dem Ende der römischen Epoche 407 wurde Dernau zunächst von Alemannen und dann von ripuarischen Franken besiedelt. Der alte Name des Ortes „Degerana“ deutet wohl auf die kurze Zeit der Besiedlung durch Alemannen in der Mitte des 5. Jahrhunderts hin. Die Reste zweier mittelalterlicher Wasserburgen mit den dazugehörigen Grabenanlagen waren bis in die 1950er Jahre in den Flurstücken „Im Graben“ und „An der Burg“ wohl noch zu sehen.

### Mittelalter und Neuzeit
Bis zum Jahr 843 gehörte das gesamte Gebiet zum Fränkischen Reich. Gemäß den Beschlüssen des Vertrags von Verdun fiel das sogenannte Mittelreich an Lothar I., dem Namensgeber der späteren Region Lothringen. Lothar I. teilte sein Mittelreich nur zwölf Jahre später an seine Nachkommen auf (Teilung von Prüm). Das mittlere Gebiet, das von Friesland über das Rheinland bis ans Mittelmeer reichte, ging an seinen Sohn Lothar II.
Die erste urkundliche Erwähnung erfolgte 893 im Prümer Urbar. Im Prümer Güterverzeichnis wurde in diesem Jahr ein Weinbergsareal in „degernavale“ oder auch „degeneranauale“ mit einem Ertrag von drei Fudern Wein jährlich aufgeführt. Diese Nennung weist auf den Weinbauort Dernau, in dessen Gemarkung der Kesselinger Klosterhof im klimatisch günstigeren Tal der Ahr Wein anbaute.
Mit den Orten Mayschoß und Rech gehörte Dernau zur recht kleinen Grafschaft Saffenberg. Im Laufe ihrer Geschichte wechselte die namensgebende Saffenburg häufig ihre Besitzer und wurde seit dem 16. Jahrhundert nicht mehr permanent bewohnt. Zur Zeit des Dreißigjährigen Krieges war die Saffenburg verschiedentlich Schauplatz von Hexenprozessen.
Nachdem die Hexenjäger aus Ahrweiler und von der Saffenburg von den Schweden 1632 vertrieben waren, wurden die Dörfer Dernau, Mayschoß und Rech von deren Truppen geplündert.
Bereits knapp 50 Jahre vorher war Dernau 1588 von den Landsknechten des Martin Schenk von Nideggen, während er Bonn besetzt hielt, geplündert worden.
Die Saffenburg wurde 1704 auf Veranlassung des Herzogs von Jülich zerstört, um zu verhindern, dass sich in Zukunft weiterhin Söldnertruppen hier festsetzen konnten.
Das in der Gemarkung Dernau liegende Kloster Marienthal wurde 1136 gegründet, 1632 von schwedischen Truppen geplündert und 1646 von den Truppen Turennes niedergebrannt. In 1699 komplett neu wieder aufgebaut, wurde das Kloster 1802 unter Napoleon im Rahmen der Säkularisation aufgehoben. Im letzten Jahrhundert war es Teil einer staatlichen Weinbaudomäne. Dieser staatliche Weinbaubetrieb wurde 2004 von privaten lokalen Winzerbetrieben übernommen und weitergeführt bzw. weiter ausgebaut.

### 18. und 19. Jahrhundert
Nach 1792 wurde das Ahrtal, wie auch das gesamte linke Rheinufer, von französischen Revolutionstruppen besetzt und annektiert. Dernau war 1798 bis 1814 Teil des Kantons Ahrweiler, welcher seinerseits zum Arrondissement Bonn im französischen Rhein-Mosel-Departement gehörte. In diesen zwei Jahrzehnten wurden bedeutende Grundlagen für die heutige Form des Weinanbaus geschaffen. Aufgrund der auf dem Wiener Kongress getroffenen Vereinbarungen fiel das gesamte vorherige Rhein-Mosel-Departement 1815 an das Königreich Preußen. Unter der preußischen Verwaltung wurde Dernau 1816 dem Kreis Ahrweiler im Regierungsbezirk Koblenz zugeteilt, der von 1822 an zur Rheinprovinz gehörte.
Durch die Hochwasserkatastrophe von 1804 war Dernau besonders betroffen. Zwei Menschen ertranken, zwei Brücken, ein Wohnhaus, drei Scheunen oder Ställe und eine Schmiede wurden vollkommen zerstört. Schwer beschädigt wurden 103 Wohnhäuser und ebenso viele Scheunen oder Ställe.

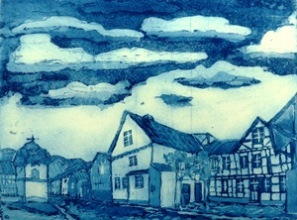
Synagoge bzw. Betstube und Jüdische Schule zu Dernau im 19. Jahrhundert. Hof der Familie Heymann

Im 18. Jahrhundert bis zur Mitte des 19. Jahrhunderts bestand in Dernau eine Jüdische Gemeinde Dernau; sie machte rund fünf Prozent der Gesamtbevölkerung aus. Der um 1750 geborene Jacob Heimann (geboren als Heiman Isaac) gilt als „Gründer der Dernauer Synagoge und Förderer des jüdischen Kultus an der Ahr“. Juden der umliegenden Gemeinden besuchten Synagoge und Jüdische Schule in der Teichgasse in Dernau. Von 1801 bis 1847 sind sechs jüdische Lehrer in Dernau dokumentiert. Gemäß dem preußischen Gesetz von 1843 zur Errichtung von Kreissynagogen bildete Dernau seit etwa 1855 u. a. mit Ahrweiler und Heimersheim eine gemeinsame Synagogengemeinde mit Ahrweiler als zentralem Punkt. Viele der Dernauer Juden wanderten nach Ahrweiler ab. Im Jahr 1933 betrug der Anteil der jüdischen Bevölkerung in Dernau nicht einmal mehr ein Prozent der Gesamtbevölkerung.
Am 17. September 1880 wurde die Ahrtalbahnstrecke mit Kopfbahnhof in Ahrweiler eröffnet. Am 1. Dezember 1886 war der Weiterbau bis Altenahr und am 15. Juli 1888 bis Adenau abgeschlossen. Damit hatte Dernau Anschluss an die Linke Rheinstrecke, mit Fertigstellung der Ludendorff-Brücke 1918/19 auch an die rechte Rheinstrecke.

### 20. Jahrhundert
Durch das Hochwasser der Ahr am 13. Juni 1910 erlitt der Ort große Zerstörungen; die Steinbergsbrücke musste erneuert werden.
Ab Oktober 1943 wurden im Rahmen der Untertageverlagerungen von kriegswichtigen Industrien fünf Eisenbahntunnel der nicht fertig gestellten Bahnstrecke Neuss – Ahrtal zwischen Ahrweiler und Rech umgebaut, um mit Häftlingen vom KZ-Außenlager Rebstock Komponenten für die V2 herzustellen. Wurde hierzu zunächst wegen der höheren Überdeckung der Kuxbergtunnel als Produktionsstätte mit einem Baulager im Hubachtal bei Marienthal genutzt, so wurde seit Juli 1944 geplant, auch eine Fertigungsstraße für die Produktion der V1 im Trotzenbergtunnel zu errichten. Hierzu kam es nicht mehr, da aufgrund interner Kompetenzstreitigkeiten zwischen Heer (V2) und Luftwaffe (V1) und wegen der näher rückenden Front die vorbereitenden Arbeiten schon im September 1944 abgebrochen wurden. Vom 2. bis 27. September waren 300 ehemalige Auschwitz-Häftlinge, die für die Volkswagenwerke im V1-Projekt tätig waren, in zwei provisorischen Baracken bei Dernau untergebracht. Nachdem sie zwei Wochen auf Baumaterialien gewartet hatten, wurden alle 300 Häftlinge am 21. September nach Mittelbau Dora in den Harz gebracht, nachdem sie die Einrichtungen der Baracken abgebaut hatten. Seit Oktober 1944 wurden Tunnel in Dernau und Marienthal als Luftschutzbunker für die Bevölkerung benutzt, im Hubachtal bei Marienthal etliche Wochen gemeinsam mit etwa 200 Buchenwald-Häftlingen, die dort seit September 1944 die V2-Produktionsanlagen abbauen mussten, um sie nach Artern im Harz zu bringen. Die letzten rund 100 Häftlinge aus Buchenwald verließen Anfang Dezember 1944 das Hubachtal und ihre dortigen Unterkünfte im Tunnel. Von September bis November 1944 waren insgesamt etwa 1000 Arbeitskräfte (davon 200 Häftlinge) für die V2 bei Marienthal im Einsatz. Von Mitte August bis Mitte September 1944 waren circa 600 Arbeitskräfte (davon 300 ehemalige Auschwitz-Häftlinge, die oben erwähnt wurden) für die vorbereitenden Arbeiten zur V1-Produktion in Dernau im Einsatz bzw. in Bereitschaft.
Im März 1945 sprengten US-Soldaten, die im Rahmen der Operation Lumberjack vorrückten, Gleisanlagen am Dernauer Bahnhof.

Gemälde zum historischen Dernau
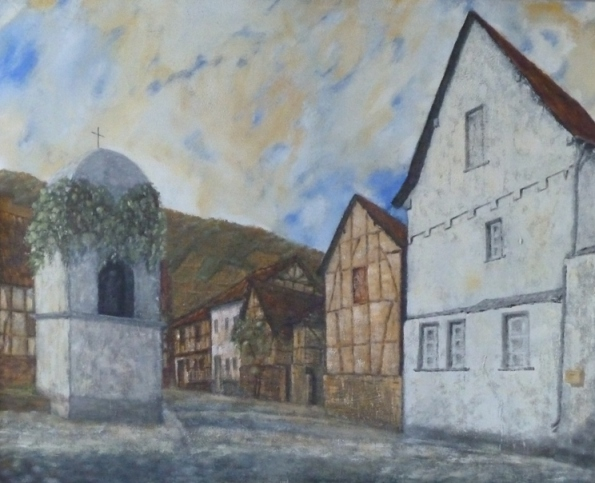
Teichgasse um 1920
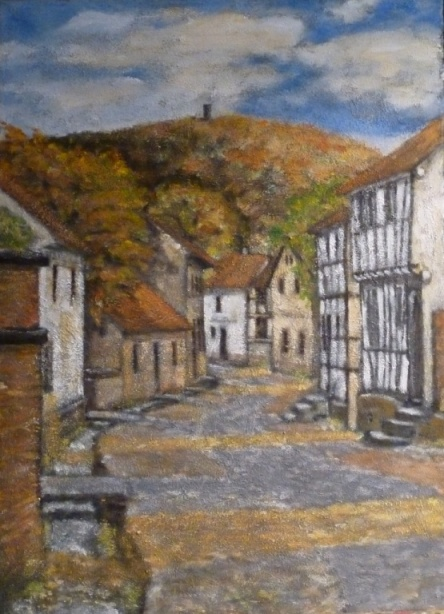
Kirchgasse um 1930
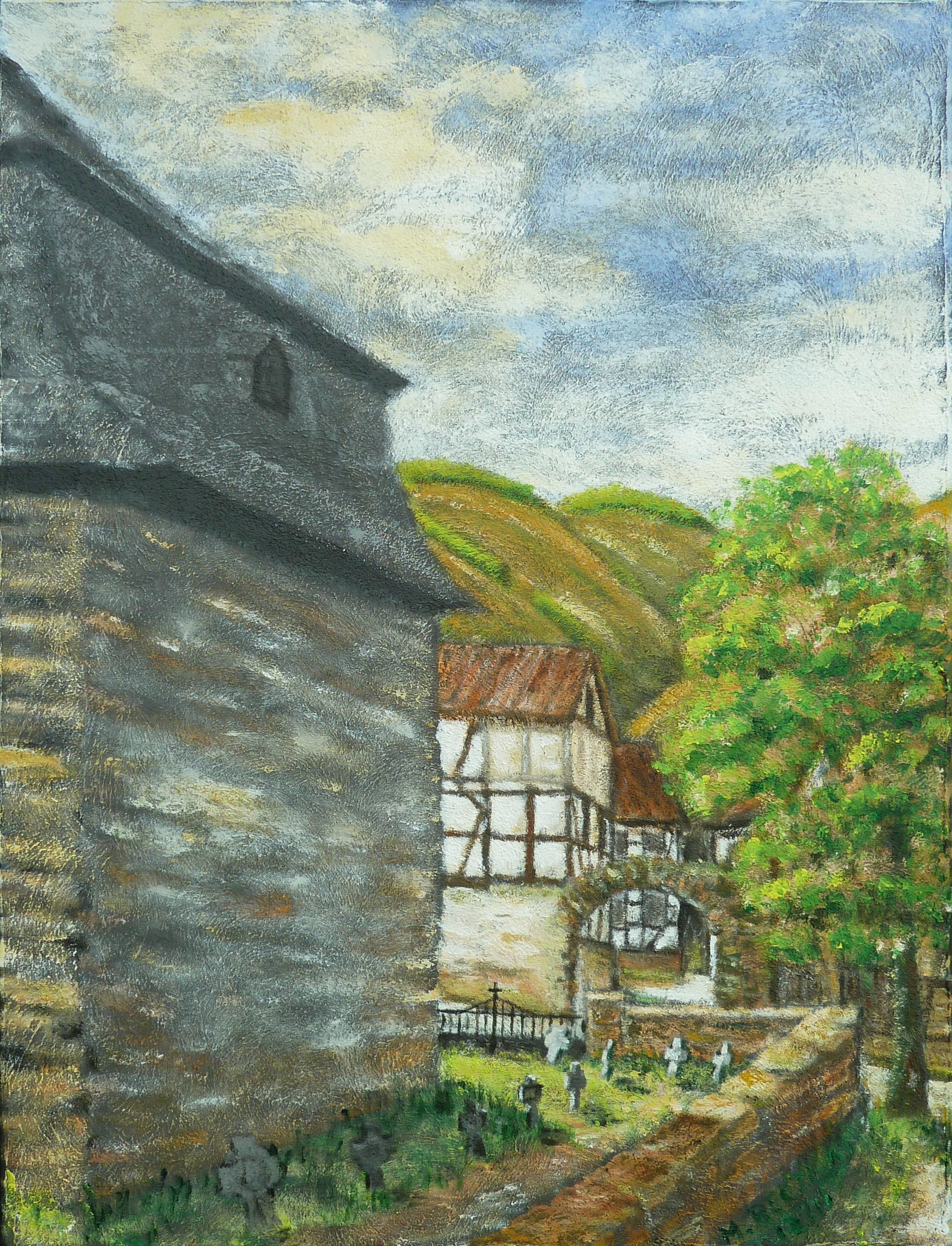
Alter Kirchhof um 1926
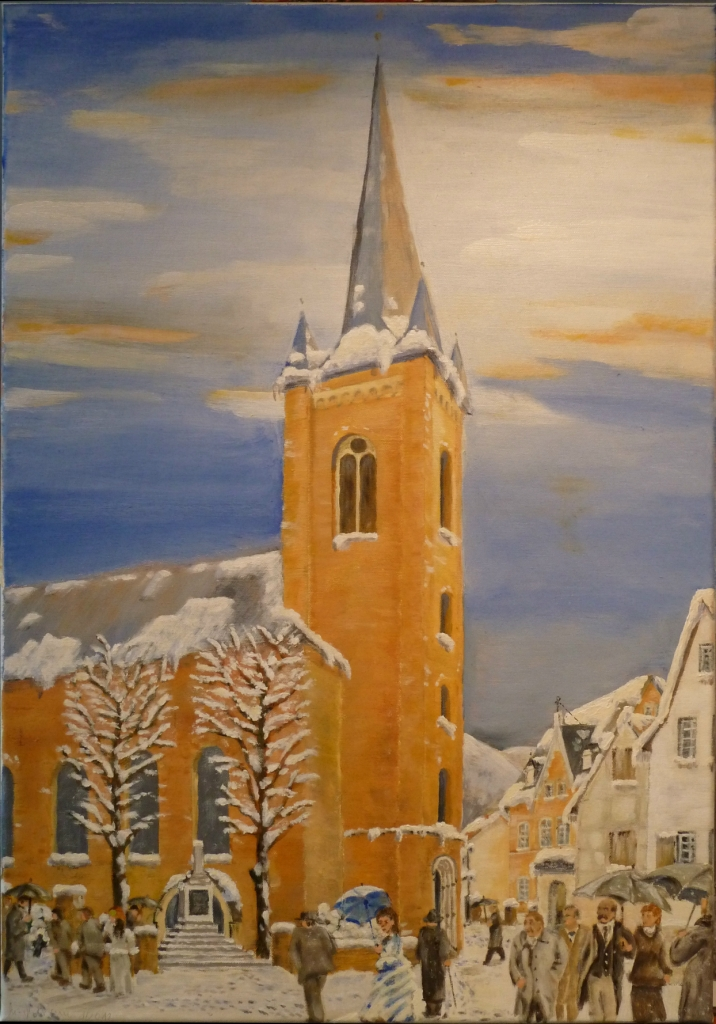
Kirchgang im Winter um 1940

Nach dem Zweiten Weltkrieg lag Dernau in der französischen Besatzungszone. Mit der Bildung des Landes Rheinland-Pfalz wurde Dernau 1946 eine Gemeinde im Landkreis Ahrweiler. Spätere Überlegungen, das Gebiet der unteren und mittleren Ahr an Nordrhein-Westfalen anzugliedern, da starke (nicht nur wirtschaftliche) Verflechtungen mit dem Raum Bonn-Köln bestehen, wurden nicht realisiert.
Von 1960 bis 1972 entstand zwischen Dernau und Ahrweiler der sogenannte Regierungsbunker („Dienststelle Marienthal“). Er sollte den Verfassungsorganen aus Bonn als atombombensicherer Ausweichsitz im Verteidigungsfall dienen. Nach Ende des Kalten Krieges verlor die Anlage ihre Bedeutung und wurde mit dem Umzug der Bundesregierung nach Berlin obsolet. Ein kleiner Teil der weitläufigen Anlage wurde ab 1. März 2008 als Museum des Kalten Krieges der Öffentlichkeit zugänglich gemacht. Der restliche Bunker wurde entkernt und verschlossen.
Das Sommerhochwasser am 1.–4. Juni 2016 richtete schwere Schäden an.

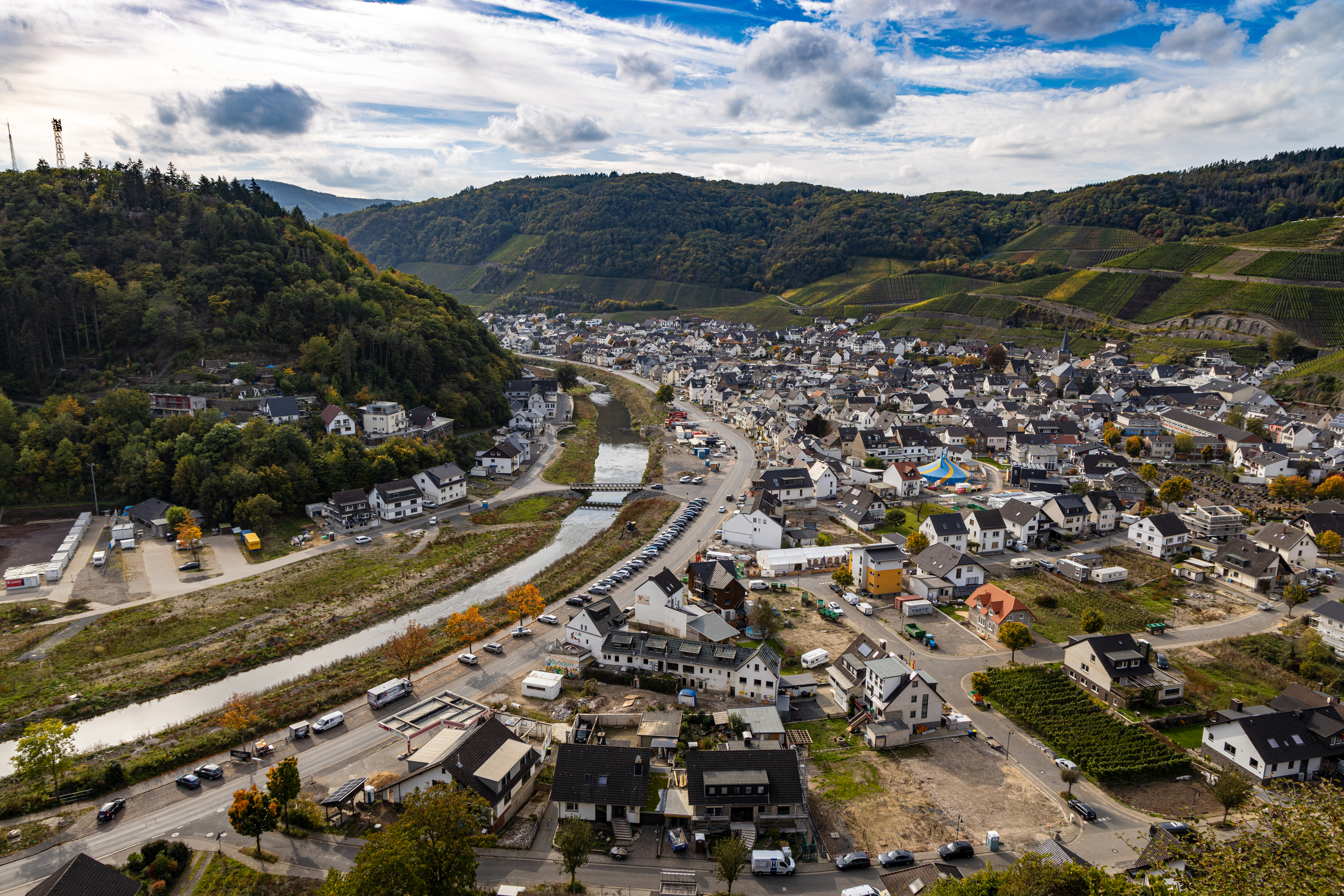
Dernau nach der Ahrflut von 2021 mit fehlenden Bahnanlagen entlang der Ahr und Behelfsbrücke über den Fluss, Oktober 2022

Durch das Hochwasser an der Ahr im Jahr 2021 wurden Dernau und seine Bewohner erneut schwer in Mitleidenschaft gezogen. Mehrere Bürger fanden den Tod, zahlreiche verloren ihr Hab und Gut. Hotels, Restaurationsbetriebe und Wohnhäuser wurden zur Gänze zerstört oder sind bis heute (Mai 2023) unbewohnbar. Die Ahrbrücke bei der Dagernova zum Ahrweg wurde zerstört, ebenso die Bahn- und Gleisanlagen, der Campingplatz und der Sportplatz.

## Politik

### Gemeinderat
Der Gemeinderat in Dernau besteht aus 16 Ratsmitgliedern, die bei der Kommunalwahl am 9. Juni 2024 in einer personalisierten Verhältniswahl gewählt wurden, und dem ehrenamtlichen Ortsbürgermeister als Vorsitzendem.
Die Sitzverteilung im Gemeinderat:
| Wahl | SPD | CDU | FBL a | FWG b | Gesamt   |
| ---- | --- | --- | ----- | ----- | -------- |
| 2024 | 1   | 7   | 6     | 2     | 16 Sitze |
| 2019 | –   | 7   | 9     | –     | 16 Sitze |
| 2014 | –   | 9   | 7     | –     | 16 Sitze |
| 2009 | –   | 10  | 6     | –     | 16 Sitze |
| 2004 | –   | 11  | 5     | –     | 16 Sitze |

### Bürgermeister
David Fuhrmann (FBL) wurde am 8. Juli 2024 Ortsbürgermeister von Dernau. Bei der Direktwahl am 9. Juni 2024 hatte er sich mit einem Stimmenanteil von 59,8 % gegen einen Mitbewerber durchgesetzt.
Fuhrmanns Vorgänger Alfred Sebastian hatte das Amt 2009 übernommen.  Bei der Wahl 2024 trat er nicht erneut an.

## Kultur und Sehenswürdigkeiten

### Bauwerke

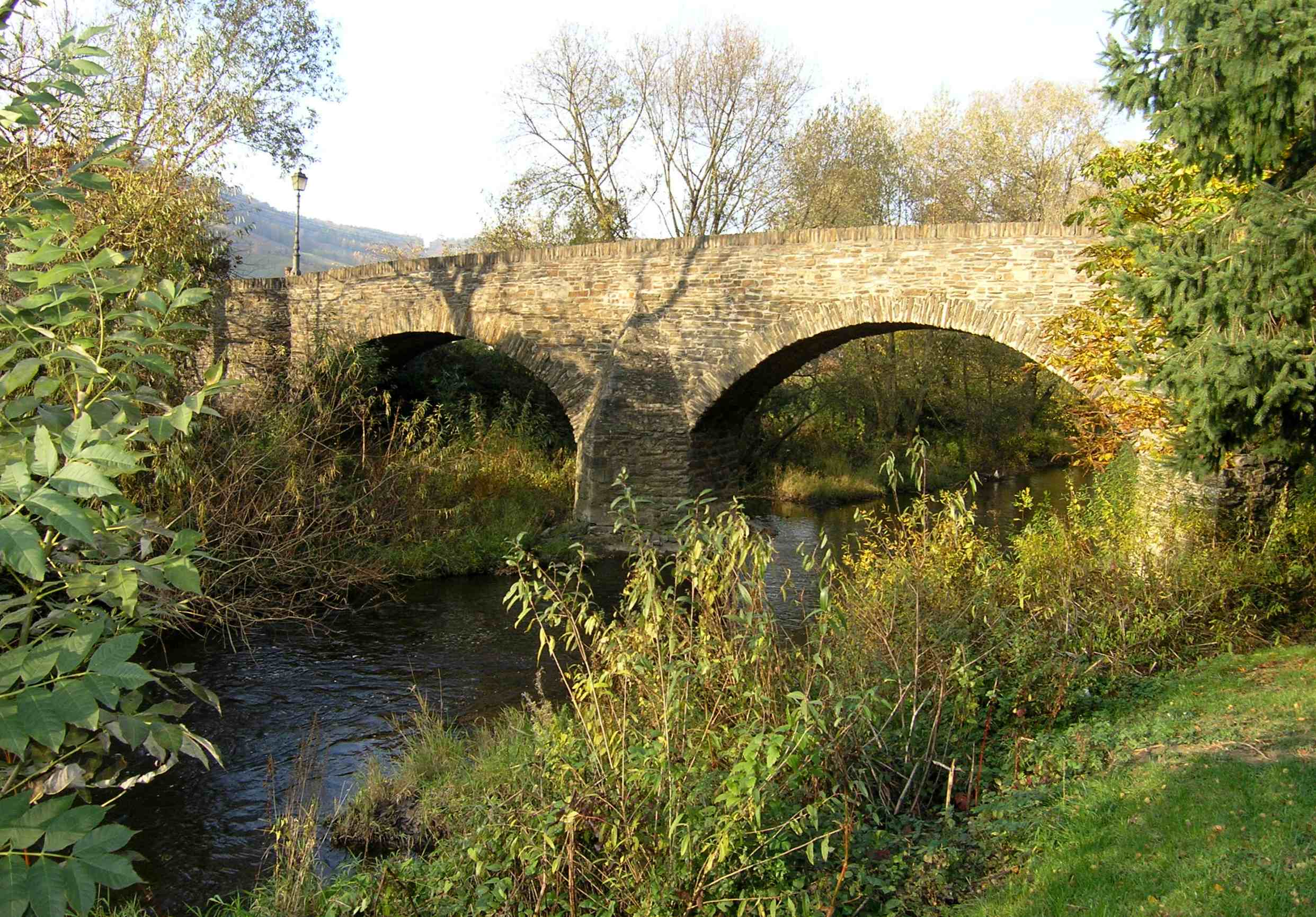
Steinbergsbrücke (1904) über die Ahr

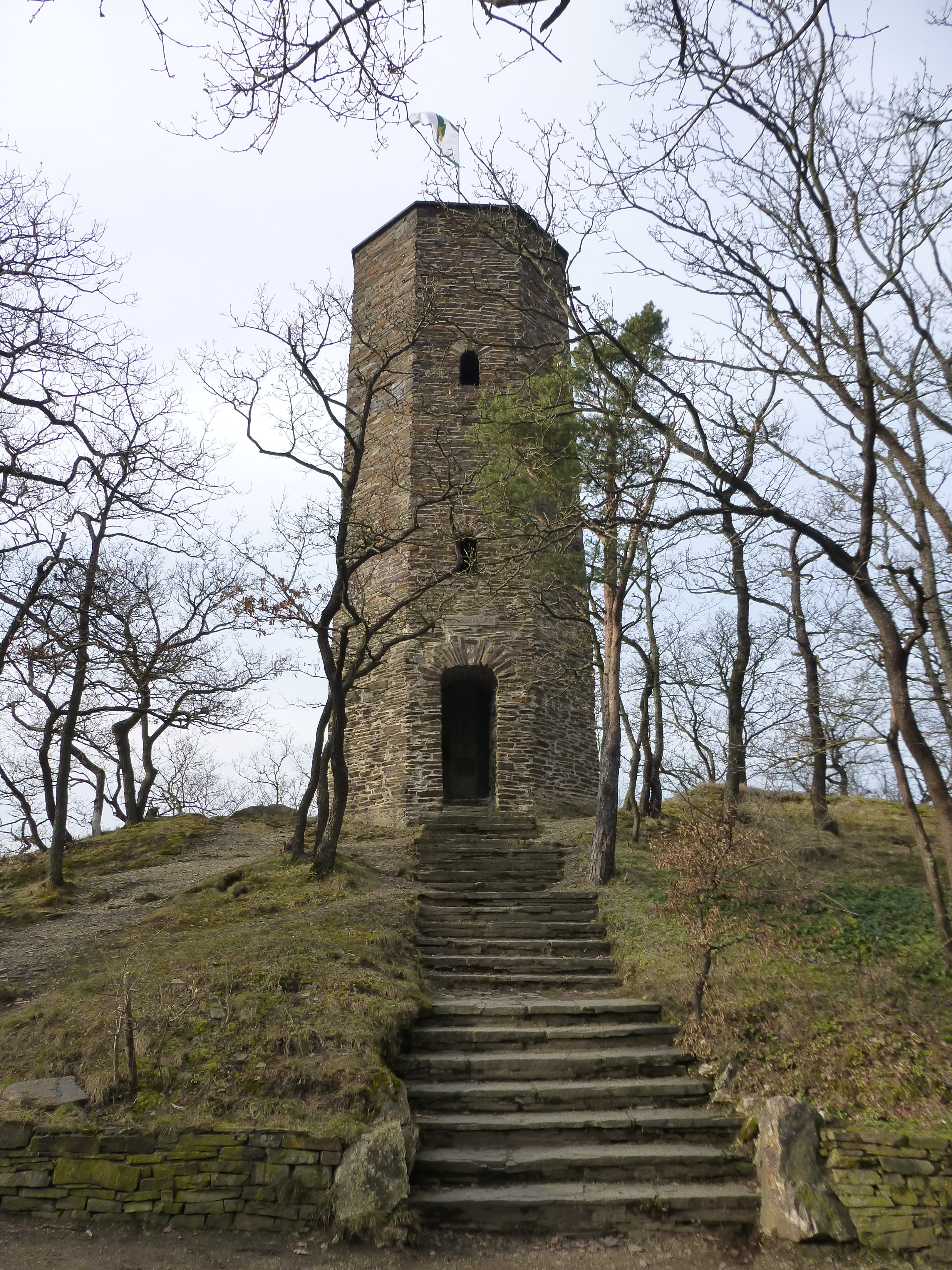
Krausbergturm

- Steinbergsbrücke aus Bruchsteinen (errichtet 1717), nach Zerstörung durch das Hochwasser der Ahr am 21. Juli 1804 wiedererrichtet.[3]
- Alte Winzerhäuser im Ortskern
- Alter Kirchhof mit Basaltgrabsteinen an der Nordseite der Kirche
- Jüdischer Friedhof Dernau an der Straße (K 35) nach Grafschaft-Esch
- Krausbergturm, 1927 errichtet, 1944 gesprengt, Wiederaufbau 1950–1967
- Pfarrkirche St. Johannes Apostel und Sylvesterkapelle
- Regierungsbunker im Ortsteil Marienthal bzw. oberhalb von Ahrweiler
- Ehemaliges Augustinerinnenkloster in Marienthal incl. Kirchenruine

### Regelmäßige Veranstaltungen
Dernau veranstaltet als überregional bekannte Ereignisse
- den Dernauer Weinfrühling – meist am letzten April-Wochenende
- das Winzerfest – vier Tage am letzten September-Wochenende
- den Martinsmarkt der regionalen Genüsse – am ersten oder zweiten November-Wochenende

## Tourismus, Wirtschaft und Verkehr

### Tourismus
Gemäß Beherbergungsstatistik des Statistischen Landesamtes Rheinland-Pfalz wächst der Tourismussektor in Dernau überdurchschnittlich schnell. Es vollzieht sich der Wandel von einem Wochenend-Ausflugsziel zu einem Ferienort. Zahlreiche Gastronomie- und Beherbergungsbetriebe wie Gasthöfe und Restaurants stehen den Touristen zur Verfügung. Das Angebot an Unterkünften reicht von Privatzimmern über Gästehäuser und Frühstückspensionen bis hin zu einfachen Hotels und kompletten Ferienwohnungen.
Einkehrmöglichkeiten bieten die Straußwirtschaften und die Krausberhütte des Eifelvereins auf dem Krausberg.
Dernau liegt an den Streckenwanderwegen Rotweinwanderweg, Ahrtalweg und Ahrsteig und hat mehrere Rundwanderwege wie auch den Krausbergrundweg.
Der Krausbergturm auf 362 m ü. NHN und der Alfred-Dahm-Turm auf 384 m ü. NHN gehören zu den Wanderzielen.
Unterhalb der Krausberghütte wird der ehemalige Skihang als Startplatz für Gleitschirmflieger genutzt.

### Wirtschaft
Dernau ist Sitz der Winzergenossenschaft Weinmanufaktur Dagernova, gegründet 1871 mit rund 580 Mitgliedern. Im Ort finden sich zahlreiche Kleinbetriebe wie Fahrradverleih, Taxiunternehmen, Fachgewerke, Werkstätten, eine Tankstelle und eine Vielzahl von Weinbaubetrieben.

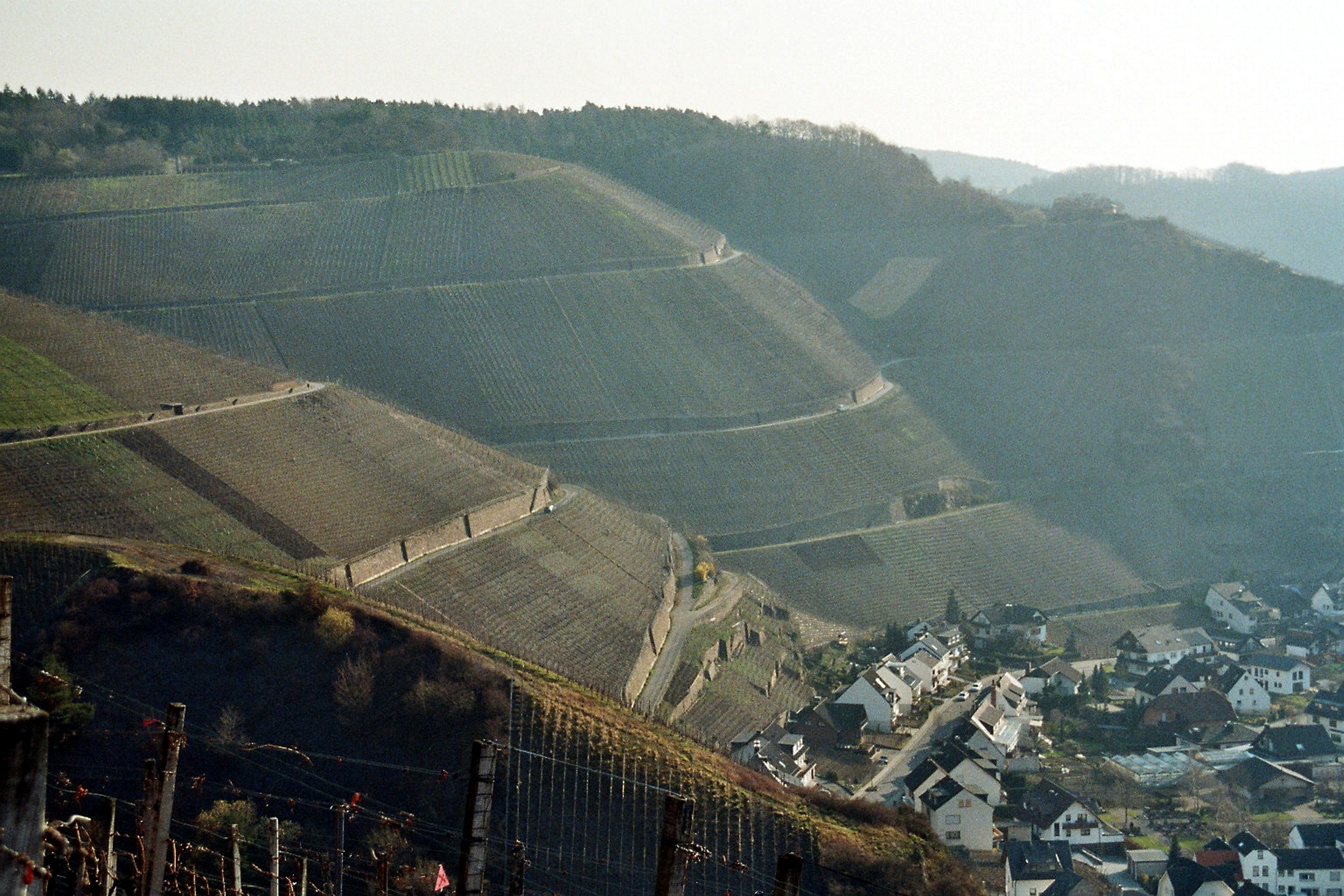
Weinberge bei Dernau

Dernau ist weitgehend geprägt vom Weinbau und mit 106 Hektar bestockter Rebfläche zweitgrößte Weinbaugemeinde der Ahr. Es wird hauptsächlich Rotwein ausgebaut. Die Einzellagen der Gemeinde sind:
- Dernauer Hardtberg, 30 Hektar
- Dernauer Pfarrwingert, 10 Hektar
- Dernauer Schieferlay, 21 Hektar
- Dernauer Burggarten, 24 Hektar
- Dernauer Goldkaul, 50 Hektar

### Verkehr

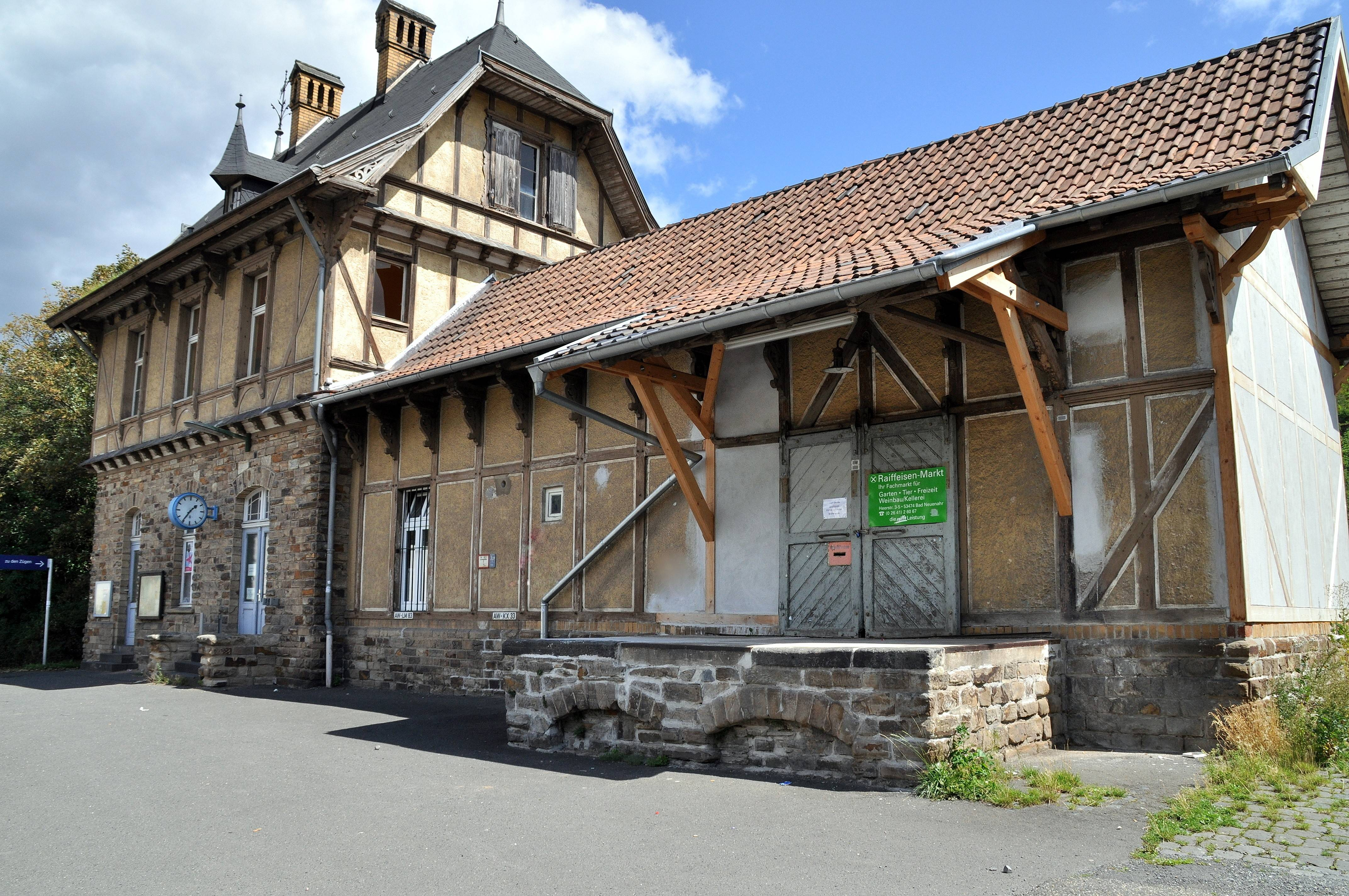
Bahnhof Dernau (2011)

Der Bahnhof Dernau liegt an der Ahrtalbahn, auf der im Personennahverkehr die „Rhein-Ahr-Bahn“ (RB 30) und die „Ahrtalbahn“ (RB 39) verkehren. Der Schienenpersonennahverkehr (SPNV) wird von der DB Regio NRW im Rahmen des „Kölner Dieselnetzes“ durchgeführt, die „vareo“-Triebwagen der Alstom Coradia LINT einsetzt.
Aufgrund des schweren Hochwassers im Juli 2021 werden die Linien im Schienenersatzverkehr bedient, da mehrere Brücken und etliche Kilometer Strecke zerstört oder unpassierbar wurden.
| Linie | Verlauf | Takt   |
| ----- | --- | ------ |
| RB 30 | Rhein-Ahr-Bahn: Bonn Hbf – Bonn UN Campus – Bonn-Bad Godesberg – Bonn-Mehlem – Oberwinter – Remagen – Bad Bodendorf – Heimersheim – Bad Neuenahr – Ahrweiler – Ahrweiler Markt – Walporzheim (– Dernau – Rech – Mayschoß – Altenahr – Kreuzberg (Ahr) – Ahrbrück) bis Ende 2025 wegen Hochwasserschäden nur bis Walporzheim, der weitere Streckenverlauf bis Ahrbrück ist seit Juli 2021 nicht mehr befahrbar Stand: Fahrplanwechsel Dezember 2021 | 60 min |
| RB 39 | Ahrtalbahn: Remagen – Bad Bodendorf – Heimersheim – Bad Neuenahr – Ahrweiler – Ahrweiler Markt – Walporzheim (– Dernau) bis 2025 wegen Hochwasserschäden nur bis Walporzheim Stand: Fahrplanwechsel Dezember 2021 | 60 min |

Für den öffentlichen Personennahverkehr gilt bis zur Landesgrenze der Tarif des Verkehrsverbundes Rhein-Mosel (VRM), landesüberschreitend der des regionalen Verkehrsverbundes Rhein-Sieg (VRS), für Fahrten in ganz Nordrhein-Westfalen auch der NRW-Tarif.
Dernau liegt an der Bundesstraße 267, der sogenannten Ahr-Rotweinstraße auf halbem Weg zwischen Altenahr und Bad Neuenahr-Ahrweiler.

## Persönlichkeiten

### In Dernau geboren
- Jacob Heymann (1746–1818), Vorsteher der Synagoge zu Dernau und zu seiner Zeit führende Persönlichkeit des Judentums im Ahrtal.
- Johann Josef Leyendecker (1810–1867), Paul Josef Leyendecker, Mathias Leyendecker (1821–1871)[15]
- Peter Joseph Ley[16]
- Willibald Näkel (1927–2004), Kommunalpolitiker, Bürgermeister/Ortsbürgermeister von 1964 bis 1984, Träger des Bundesverdienstkreuzes, Initiator von Ahr-Flurbereinigung und Wiederaufbau, Mitbegründer des Rotweinwanderweges 1972 mit Bruder Karl Näkel und anderen, Winzer und Gastronom, Inhaber des Weinguts Meyer-Näkel in zweiter Generation, Pionier des trockenen Ahr-Rotweins
- Wilhelm Josef Sebastian (* 1944), Politiker, Mitglied des Deutschen Bundestages
- Werner Näkel (* 1953), deutscher Winzer und Besitzer des Weinguts Meyer-Näkel in Dernau
- Julia Baltes (* 1989), 64. Deutsche Weinkönigin und Eigentümerin des Weinguts Bertram–Baltes

### Mit Dernau verbunden
- Caius Iulius Peregrino 1.-2. Jahrhundert n. Chr. römischer Bürger, der mit seiner Ehefrau Primia Camula eine Villa Rustica in Dernau bewohnte. (Angaben von Grabsteinfragmenten aus 1885)
- Martin Schenk von Nideggen (1540–1589), ein in niederländischen Diensten stehender Heerführer, plünderte mit seinen Truppen 1587 Dernau
- Stefan Leuer (1913–1979), Architekt und Hochschullehrer, entwarf den Aussichtsturm auf dem Krausberg
- Björn Glasner (* 1973), deutscher Radrennfahrer, aktiv seit 1978, Profi 1996–2010
- Mandy  Gieler (* 1987), 62. Deutsche Weinkönigin